# Jordan Tresson
Jordan Tresson (ur. 30 kwietnia 1988 roku w Villers-la-Montagne) – francuski kierowca wyścigowy.

## Kariera
Tresson rozpoczął karierę w międzynarodowych wyścigach samochodowych w 2010 roku od startów w FIA GT4 European Cup, gdzie raz stanął na podium. Z dorobkiem 27 punktów uplasował się na czwartej pozycji w klasyfikacji generalnej. W późniejszych latach Francuz pojawiał się także w stawce Blancpain Endurance Series, 24-godzinnego wyścigu Le Mans, FIA World Endurance Championship oraz 24h Nürburgring.

## Wyniki w 24h Le Mans
| Rok  | Zespół           | Partnerzy                       | Samochód        | Klasa | Okr. | Poz. | Klasa Pos. |
| ---- | ---------------- | ------------------------------- | --------------- | ----- | ---- | ---- | ---------- |
| 2012 | Signatech-Nissan | Franck Mailleux Olivier Lombard | Oreca 03-Nissan | LMP2  | 340  | 16   | 9          |